# Толстый диск
Толстый диск (англ. Thick disk) — компонент структуры около 2/3 дисковых галактик, включая Млечный Путь. Впервые был обнаружен у внешних галактик, видимых с ребра. Вскоре после данного открытия в 1983 году в статье Гилмора и Рида было выдвинуто предположение о существовании аналогичной отдельной структуры в Млечном Пути, отличающейся от тонкого диска и гало. Считается, что в интервале высот между 1 и 5 кпк (3,3 и 16,3 тыс. св. лет) над плоскостью Галактики по концентрации звёзд доминирует толстый диск. В окрестности Солнца толстый диск состоит из относительно старых (по сравнению с населением тонкого диска) звёзд. Химический состав и кинематические свойства объектов толстого диска отличаются от свойств звёзд тонкого диска. По сравнению со звёздами тонкого диска объекты толстого диска обычно имеют меньшую металличность.
Толстый диск являлся одним из первых источников информации о химическом составе и кинематических характеристиках Млечного Пути, поэтому исследование толстого диска особенно важно для изучения сценария формирования галактик.
По мере того, как становятся доступными для наблюдения всё более далёкие от Солнца объекты, становится очевидным, что толстый диск Млечного Пути не является однородным по химическому составу и возрасту при различном расстоянии от центра галактики. За пределами солнечного круга металличность уменьшается, внутри солнечного круга металличность превышает солнечную. Также недавние наблюдения показали, что средний возраст звёзд толстого диска быстро уменьшается по мере увеличения расстояния от центра галактики при движении в сторону внешней части диска.
По расчётам астрофизиков, основанным на данных наблюдений миссии космического телескопа Kepler, средний возраст толстого диска галактики, где находятся 80 % звёзд, составляет 10 млрд лет.

## Природа
Для объяснения существования толстого диска был предложен ряд сценариев, включая следующие:
- толстый диск возникает при динамическом разогреве тонкого диска;[9][10]
- толстый диск является результатом слияния Млечного Пути и массивной карликовой галактики;[3]
- звёзды с большой энергией мигрируют во внешнюю часть галактики, образуя толстый диск при больших галактоцентрических радиусах.[11][12]
- плоская составляющая галактики образует толстый диск на больших красных смещениях, а тонкий диск формируется позднее;[13][14]
- утолщение диска в вертикальном направлении происходит совместно с ростом диска изнутри вовне.[15][16]

## Обсуждение
Хотя наличие толстого диска упоминается в большом числе работ, а сама структура считается характерной для дисковых галактик,  природа толстого диска остаётся выясненной не до конца.
Представление о толстом диске как об отдельном компоненте Галактики подвергается сомнению в ряде работ, где авторы представляют диск Галактики в виде непрерывной совокупности компонентов с разными толщинами.